# Angrboða
Angrboða è una gigantessa della mitologia norrena. Il suo nome significa "presagio di male".
Snorri Sturluson nella sua Edda in prosa (nel Gylfaginning) ci racconta che si unì con il dio Loki, dal quale ebbe tre figli: il gran lupo Fenrir, il Miðgarðsormr e Hel, la regina dei morti. Come indicato successivamente, potrebbe essere identica a Iárnvidia nominata nella lista delle mogli troll nel nafnaþulur di Snorri.
Il poema Vǫluspá (nelle stanze 40-41 nella maggior parte delle edizioni) narra di una gigantessa che abitava a Járnviðr e che il commentatore di solito identifica con Angrboða (e con Iárnvidia):
í Iárnviði 

ok fæddi þar 

Fenris kindir; 

verðr af þeim öllum 

einna nökkurr 

tungls tiúgari 

í trolls hami.»
in Iárnviðr 

e laggiù nutre 

la stirpe di Fenrir. 

Di tutti quelli 

uno solo si fa 

distruttore del sole 

in forma di troll.»
(Völuspá 40 - 41)